# 잘 주장된 소장의 원칙
잘 주장된 소장의 원칙이란 원고가 연방법원에 소송을 제기할 때 원고의 소장에서 청구의 원인의 한 부분으로 연방문제가 잘 표현되어 있어야 한다는 미국민사소송법 상 원칙이다. 즉 소송의 대상인 법률문제가 연방문제를 내포하고 있거나 피고의 답변서에 의해 추가로 연방문제가 제기되었다 하여도 소장에 명시적으로 연방문제제기가 없으면 연방법원의 재판권요건인 연방문제에 해당되지 않는다는 원칙이다. 유사한 개념으로 원고가 소장의 주인원칙(Master of complaint rule)이 있어 원고가 원한다면 연방문제기를 일부러 회피하여 연방법원의 재판권을 피할 수 있다.

## 참조문헌
- 장영진, 미국법강의, 세창출판사, 2008.

## 같이 보기
- 연방민사소송규칙